# Komplexismus
Der Komplexismus ist ein Genre innerhalb der Neuen Musik. Als Begründer und wichtigster Vertreter gilt der britische Komponist Brian Ferneyhough. Als Vertreter in Deutschland gilt der Ferneyhough-Schüler Claus-Steffen Mahnkopf.

## Geschichte
Der Ursprung der Bezeichnung Komplexismus (Englisch: New Complexity) ist unbekannt; höchstwahrscheinlich wurde der Begriff vor allem durch den Komponisten Nigel Osborne, den belgischen Musikwissenschaftler Harry Halbreich sowie den britisch-australischen Musikwissenschaftler Richard Toop geprägt, der diesen Begriff durch seinen Artikel « Four Facets of the New Complexity » (1988) in Umlauf brachte.
Trotz des starken britischen Einflusses, insbesondere durch die intensive Lehrtätigkeit von Brian Ferneyhough, dessen Schüler Mahnkopf seit 2005 als Professor für Komposition an der Hochschule für Musik und Theater „Felix Mendelssohn Bartholdy“ Leipzig tätig ist, sowie Michael Finnissy, wurde der Kompleximus in der Musik ursprünglich eher durch kontinentaleuropäische Künstler und Vertretern der Neuen Musik initiiert, insbesondere bei den Darmstädter Ferienkursen zwischen 1982 und 1996, wo auch Ferneyhough als Kompositionslehrer wirkte.

## Stilistische Merkmale
Der Komplexismus erhält seinen Namen durch die äußerst komplexen Notationsformen, die diese Musik erfordert. Komplexistische Musik ist atonal und dissonant und insbesondere durch die Verwendung erweiterter Spieltechniken, wie beispielsweise Multiphonics-Techniken auf der Oboe, Glottisschlägen für Gesangsstimme und key-klicking auf der Flöte, gekennzeichnet. Die Komplexität drückt sich des Weiteren in den zahlreichen irregulären Rhythmen in ungewöhnlichen Verhältnissen aus, die in mehreren Schichten übereinander gelegt werden. Rapide Wechsel, manchmal von Note zu Note, vollziehen sich in Tempo, Dynamik und Artikulation.
Komplexistische Musik ist insbesondere aufgrund der Differenziertheit der Tonhöhen im mikrotonalen Bereich (oftmals gleichstufig gestimmte Vierteltöne) äußerst schwierig einzustudieren und aufzuführen.

## Wichtige Werke
Brian Ferneyhough:
- Superscriptio for Solo Piccolo (1981)
- Carceri d'Invenzione I for Ensemble (1982)
- Carceri d'Invenzione IIb for Solo Flute (1984)
- Carceri d'Invenzione II for Flute and Orchestra (1985)
- Carceri d'Invenzione III for Ensemble (1986)
- Liber Scintillarum (2012)